# أنتشوراس (سيوداد ريال)
بلدية أنتشوراس (بالإسبانية: Anchuras)‏، هي إحدى بلديات مقاطعة سيوداد ريال إحدى مقاطعات إسبانيا، والتي تقع في منطقة قشتالة لا منتشا وسط إسبانيا.
يبلغ عدد سكانها 376 نسمة وفقاً لإحصائية سنة (2007).